# 駒込富士神社
駒込富士神社（こまごめふじじんじゃ）は、東京都文京区本駒込五丁目にある神社。祭神は木花咲耶姫（このはなさくやひめ）。

## 概要
建立年は不明。拝殿は富士山に見立てた富士塚の上にある。江戸期の富士信仰の拠点の一つとなった。現在に至るまで「お富士さん」の通称で親しまれている。
天正元年（1573年）、本郷村の名主の夢枕に木花咲耶姫が立ち、現在の東京大学の地に浅間神社の神を勧請した 。寛永5年（1628年）、加賀前田氏が屋敷(上屋敷になったのは明暦の大火以降)をその地に賜るにあたり、浅間社を一旦、屋敷の外の本郷本富士町に移し、その後現在地に合祀した（時期不詳）。
江戸時代後期には「江戸八百八講、講中八万人（えどはっぴゃくやこう、こうちゅうはちまんにん）」といわれるほど流行した富士講のなかでも、ここは最も古い組織の一つがあり町火消の間で深く信仰された。火消頭の組長などから奉納された町火消の纏（まとい・シンボルマーク）を彫った石碑が数多く飾られている。
縁日の山開き（現在6月30日～7月2日）では土産の駒込ナスが名物だったが、現在では周辺の宅地化により茄子の生産は全くなく、土産の茄子も売られていない。鷹匠屋敷跡は現在、駒込病院が建っている。
2006年（平成18年）11月1日に文京区指定有形民俗文化財に指定された掛軸5幅、祭具類1式などの資料の多くは「富士講関係資料22点」として文京ふるさと歴史館にある。
駒込天祖神社が当社を兼務しており、授与品や朱印は天祖神社の方で行う。また、氏子地域も無い。

なお、初夢で有名な「一富士、二鷹、三茄子」は、周辺に鷹匠屋敷があった所、駒込茄子が名産物であった事に由来すると近年流布されているが、これを裏付ける資料は確認されていない。駒込と関連付ける資料としては『誹風柳多留』の第33編（1806年）の「駒込は一不二二たか三なすび」という川柳（「川柳集」595ページ下段。1913年国民文庫刊行会出版参照）がよく引用されるが、この川柳は、「一富士二鷹 三茄子」が夢占いの例として紹介された江戸時代中期の1733年（享保18年）の『悉皆世話字彙墨宝（しっかい せわ じい ぼくほう）』（中村平五三近子）から70年以上経ている。「一富士二鷹三茄子」を紹介する文献は同時代に数多く見られ、『悉皆世話字彙墨宝』にも、この時代より前（江戸時代初期説あり）に広く流布していたことが解説されている。